# مقاطعة لكويلة

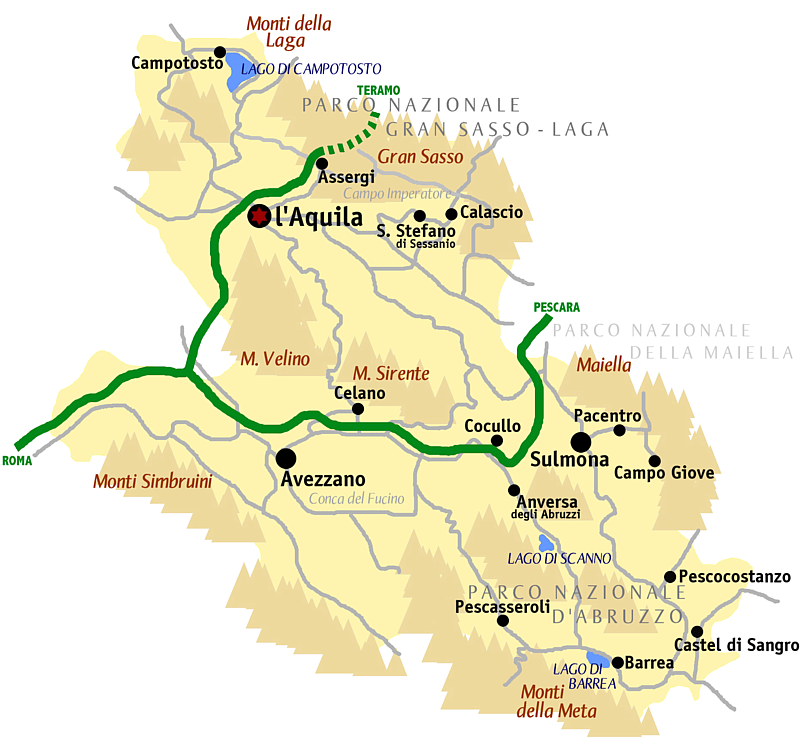
خريطة مقاطعة لَكوِيلَة

مقاطعة لَكوِيلَة أو لكويلا أو (نقحرة: لاكويلا) (بالإيطالية: Provincia dell'Aquila)‏، مقاطعة في الجزء الجنوبي من وسط إيطاليا في إقليم أبرتسة عاصمتها مدينة لَكوِيلَة، عدد سكانها 303.500 نسمة ومساحتها 5035 كيلومتر مربع وبها 108 مدن وبلدات وقرى. 
تحدها من الشمال مقاطعة تيرامو، ومن الشرق مقاطعة بسكارا ومقاطعة كييتي، ومن الجنوب الشرقي إقليم مليزة (عند مقاطعة إزرنية)، وغربا مع إقليم لاتسيو (عند مقاطعة لاتينا ومقاطعة روما ومقاطعة رِيتة).

## أهم المدن
- L'Aquila لَكوِيلَة 71.989 نسمة.
- Avezzano أفيتسانو 42.000 نسمة.
- Sulmona سولمونا 25.307 نسمة.